# Talka (stacja kolejowa)
Talka (biał. Талька; ros. Талька) – stacja kolejowa w miejscowości Talka, w rejonie puchowickim, w obwodzie mińskim, na Białorusi. Położona jest na linii Homel - Żłobin - Mińsk.
Stacja powstała w XIX w. na linii Kolei Libawsko-Romieńskiej, pomiędzy stacjami Marina Horka a Werejce.